# Wilhelm Micholitz
Wilhelm Micholitz (* 1854 in Züllichau, Kreis Züllichau-Schwiebus; † Dezember 1932) war ein deutscher Pflanzenjäger, der im Auftrag des deutsch-englischen Gärtners Henry Frederick Conrad Sander in fernen Ländern Orchideen sammelte. Sein offizielles botanisches Autorenkürzel lautet „Michol.“

## Leben und Wirken
Nach Lehre in den Herrenhäuser Gärten in Hannover, in den Kew Gardens in London und als Leiter des botanischen Gartens in Kiew im Russischen Kaiserreich arbeitete er als „Orchideenjäger“ für Sanders & Co. in London.
Im Auftrag der im englischen St Albans befindlichen Gärtnerei von Henry Frederick Conrad Sander unternahm Micholitz eine Vielzahl von Sammelreisen, darunter zu den Philippinen (1884–1885), den indonesischen Aru-Inseln (1890), den Molukken (1891), Neuguinea und Sumatra (1891–1892), den indonesischen Inseln Ambon und Natuna (1892–1898), Birma und Südamerika (1900). Er fand unter anderem die Art Leucophanes candidum.
Im Jahr 1914 schrieb Micholitz an seinen Auftraggeber Frederick Sander: „Ich kann nicht behaupten, dass ich besonders dankbar bin, dass Sie mich zu dieser Jahreszeit hinter diesem verdammten Dendrobium herjagen“.
Nach langen Jahren der Sammelreisen setzte sich Micholitz wohlhabend zur Ruhe. Er verlor Teile seiner Ersparnisse durch die Geldentwertung und seine Zeichnung von Kriegsanleihen im Ersten Weltkrieg. Im Dezember 1932 verstarb er in Berlin.
Nach Micholitz sind die Pflanzenarten Alocasia micholitziana und Coelogyne micholitziana benannt.